# Rome Flynn
Rome Flynn (Chicago, Illinois, 25 november 1991) is een Amerikaans acteur, model en muzikant. 

## Biografie
Flynn werd geboren in Chicago, maar groeide op in Springfield. Hij is van Cubaans-Iers-Afro-Amerikaanse afkomst. Voor hij naar Los Angeles verhuisde was hij model in Chicago. Nadat hij in 2014 een rol versierde in de televisiefilm Drumline: A New Beat kreeg hij in mei 2015 de rol van Zende Forrester Dominguez in The Bold and the Beautiful. In 2017 speelde hij gastrollen in de series MacGyver en NCIS: New Orleans. In augustus 2017 stapte hij zelf op bij The Bold and the Beautiful. In 2018 won hij voor die rol wel nog een Daytime Emmy Award voor buitengewone jongere acteur in een dramaserie. Datzelfde jaar maakte hij de overstap naar de primetime televisie en verscheen hij in de laatste aflevering van het vierde seizoen van How to Get Away with Murder. Hij maakte deel uit van de vaste cast in de laatste twee seizoenen van de serie. 

## Prijzen
| Jaar | Prijs              | Categorie                                     | Titel                      | Resultaat |
| ---- | ------------------ | --------------------------------------------- | -------------------------- | --------- |
| 2018 | Daytime Emmy Award | Buitengewone jongere acteur in een dramaserie | The Bold and the Beautiful | Gewonnen  |